# 朱大典
朱大典（1581年—1646年），字延之，号未孩，浙江金華縣长山村人。明末政治人物。

## 生平
家世贫贱，到朱大典這代方开始读书。萬曆四十三年（1615年）中舉人，萬曆四十四年（1616年）聯捷進士，授山東章丘縣知縣，天啓元年（1621年）本省鄉試同考。天启二年（1622年），任兵科给事中，三年管太仓银库，四年升工科右，升兵科左，五年升福建按察司副使，因抵御荷蘭人侵扰有功，升福建布政司右参政。
崇祯三年（1630年）起補山東右參政，四年調任天津道。崇祯五年四月，李九成、孔有德兵圍莱州，山东巡抚徐从治被火炮炸死，擢拔大典為右佥都御史、山东巡抚。朱大典破登州，李九成战死，李應元被殺，毛承祿被擒，孔有德、耿仲明从海上逃走。莱州之圍遂解。當時吴三桂、刘良佐等均在大典麾下。六年加升右副都御史，又加兵部右侍郎銜。七年入京任兵部右侍郎。崇祯八年二月，總督漕運，巡撫鳳陽。崇祯十四年，总督江北及河南湖广军务，因“不能持廉”被革职。以贪婪著称。，张岱稱他“真如乳虎苍鹰”，在鳳陽時，“括取财贿，四府僚属，囊橐皆尽，人拟其富且敌国”。福王于南京称帝，改元弘光。朱大典贿结马士英、阮大铖，被召为兵部左侍郎，逾月後，再进兵部尚书，总督上江军务。
隆武時，授东阁大学士。隆武二年（1646）三月，清军进浙东府县，大学士张国维、督师兵部尚书余煌、礼部尚书陈函辉、大理寺少卿陈潜夫等皆自杀。阮大铖驰书招降，大典撕裂招降书并杀招抚使，更散尽家财，招募乡兵，据守金华不降。博洛从杭州调来红夷大炮，猛攻金華二十天，浙闽总督张存仁亦奉命带兵参加攻城。是年七月十六日金华城破。朱大典带领家属至八咏楼火药局，點燃引线，壮烈成仁。城陷后，清兵屠城三日。
至乾隆四十二年（1777年），清廷赐谥烈愍。

## 家族
曾祖朱恬。父朱鳳。

## 延伸阅读
[在维基数据编辑]
 《明史卷二百七十六》，出自《明史》

| 官衔          | 官衔                                                     | 官衔          |
| ------------- | -------------------------------------------------------- | ------------- |
| 前任： 王振熙 | 山東濟南府章丘縣知縣 萬曆四十四年-天啓二年 1616年-1622年 | 繼任： 李先開 |